# Vinár
Vinár község Veszprém vármegyében, a Pápai járásban.

## Fekvése
Vinár Veszprém vármegye északnyugati részén fekszik, északi határa egybeesik a megyehatárral is: északi szomszédja, Szergény már Vas vármegyéhez tartozik. Pápától mintegy 23 kilométerre nyugatra, Celldömölktől hasonló távolságra keletre helyezkedik el, a Marcal folyó árterében. Határában éri el a Marcalt a Hajagos-patak.
A további szomszédos települések: kelet felől Mihályháza, dél felől Nemesszalók, nyugat felől pedig Marcalgergelyi, utóbbi községgel szinte összeépült. Közigazgatási területe északkeleten, pontszerűen érintkezik még Kemeneshőgyész határával is.

### Megközelítése
A településen annak főutcájaként végighúzódik észak-déli irányban a 8411-es út, ezen érhető el Devecser térsége és északi szomszédai irányából is. Az ország távolabbi részei felől Pápa vagy Celldömölk érintésével közelíthető meg, a két várost összekötő 834-es főúton, amelyről Nemesszalók központjában kell letérni északnak a 8411-es útra.
A hazai vasútvonalak közül a települést a MÁV 10-es számú Győr–Celldömölk-vasútvonala érinti, amelynek egy megállási pontja van itt. Vinár vasútállomás a község déli szélén helyezkedik el, a 8411-es út mentén; Pápától számítva a harmadik megálló.

## Története
1237-ben Huinár, 1324-ben Vynár néven említik a korabeli dokumentumok. Neve a szláv „vin”, azaz bor, „vinár”, bortermelő szóból ered. Nevéből arra lehet következtetni, hogy területén a középkorban szőlőműveléssel foglalkoztak. A török idők alatt elnéptelenedett. 1990-ig Nemesszalókhoz tartozott közigazgatásilag.

## Közélete

### Polgármesterei
- 1990–1994: Kiss Lajos (független)[3]
- 1994–1998: Kiss Lajos Kálmán (független)[4]
- 1998–2002: Kiss Lajos (független)[5]
- 2002–2006: Kiss Lajos Kálmán (független)[6]
- 2006–2010: Kiss Lajos Kálmán (független)[7]
- 2010–2014: Horváth Csaba (független)[8]
- 2014–2019: Horváth Csaba (független)[9]
- 2019–2024: Horváth Csaba (független)[10]
- 2024– : Sipos Gabriella (független)[1]

## Híres emberek
- Ézsiás István szobrász-, festőművész (1943. augusztus 14. - )

## Népesség
A település népességének változása:
| Lakosok száma | 240  | 232  | 233  | 205  | 217  | 210  | 199  |
|               | 2013 | 2014 | 2015 | 2021 | 2022 | 2023 | 2024 |

A 2011-es népszámlálás során a lakosok 99,1%-a magyarnak mondta magát (0,9% nem nyilatkozott). A vallási megoszlás a következő volt: római katolikus 53,2%, református 9%, evangélikus 21,5%, felekezeten kívüli 3% (13,3% nem nyilatkozott).
2022-ben a lakosság 93,5%-a vallotta magát magyarnak, 0,5% bolgárnak, 0,5% németnek, 0,9% egyéb, nem hazai nemzetiségűnek (6% nem nyilatkozott; a kettős identitások miatt a végösszeg nagyobb lehet 100%-nál). Vallásuk szerint 47,5% volt római katolikus, 13,4% evangélikus, 8,3% református, 0,5% görög katolikus, 1,4% egyéb katolikus, 9,2% felekezeten kívüli (19,8% nem válaszolt).

## Nevezetességei
- Turul-szobor[13]
- Sarlós Boldogasszony-templom
- I. világháborús emlékmű (a község hősi halottai emlékére készült 2020-ban.)
- Absztrakt stílusú szoborpark és skanzen (a falu szülötte és díszpolgára készítette 2021-ben)
- Vinár vasútállomása közelében (de közigazgatásilag Marcalgergelyi területén), a 8411-es út szintbeli vasúti keresztezésénél található hazánkban az utolsó olyan, úgynevezett egykaros teljes csapórudas sorompópár, melynek két rúdja egymással szemben csukódik le.[14]